# Squaroplatacris elegans
Squaroplatacris elegans är en insektsart som beskrevs av Zheng, Z. och L. Cao 1992. Squaroplatacris elegans ingår i släktet Squaroplatacris och familjen gräshoppor. Inga underarter finns listade i Catalogue of Life.